# حكومة روسيا
الحكومة الروسية أو حكومة روسيا الاتحادية (بالروسية: Прави́тельство Росси́йской Федера́ци)، هي أعلى هيئة تنفيذية فيدرالية في روسيا. تتكون الحكومة الروسية من رئيس الوزراء (رئيس الحكومة)، نواب رئيس الوزراء، والوزراء الاتحاديين.